# Jacek Bednarz
Jacek Bednarz (Mysłowice, 5 giugno 1967) è un ex calciatore polacco, di ruolo difensore o centrocampista.